# Linndale (Ohio)
Linndale es una villa ubicada en el condado de Cuyahoga, Ohio, Estados Unidos. Tiene una población estimada, a mediados de 2021, de 108 habitantes.
A todos los efectos prácticos es parte de la ciudad de Cleveland.

## Geografía
Está ubicada en las coordenadas 41°26′42″N 81°46′0″O / 41.44500, -81.76667. Según la Oficina del Censo de los Estados Unidos, tiene una superficie total de 0.19 km², correspondientes en su totalidad a tierra firme.

## Demografía
Según el censo de 2020, en ese momento había 108 personas residiendo en la zona. La densidad de población era de 568.42 hab./km². El 68.52% de los habitantes eran blancos, el 11.11% eran afroamericanos, el 13.89% eran de otras razas y el 6.48% eran de una mezcla de razas. Del total de la población, el 18.52% eran hispanos o latinos de cualquier raza.